# Volgella
Volgella es un género de foraminífero bentónico normalmente considerado un subgénero de Pseudoendothyra, es decir, Pseudoendothyra (Volgella) de la subfamilia Pseudostaffellinae, de la familia Ozawainellidae, de la superfamilia Fusulinoidea, del suborden Fusulinina y del orden Fusulinida. Su especie tipo es Pseudoendothyra (Volgella) orbiculata. Su rango cronoestratigráfico abarca el Serpujoviense (Carbonífero inferior).

## Discusión
Clasificaciones más recientes incluyen Volgella en la superfamilia Ozawainelloidea, y en la subclase Fusulinana de la clase Fusulinata. Clasificaciones más recientes incluyen Volgella en la familia Pseudostaffellidae.

## Clasificación
Volgella incluye a las siguientes especies:
- Volgella instabilis †, también considerado como Pseudoendothyra (Volgella) instabilis †
- Volgella orbiculata †, también considerado como Pseudoendothyra (Volgella) orbiculata †
- Volgella porrecta †, también considerado como Pseudoendothyra (Volgella) porrecta †